# Raúl Castillo
Raúl Iram Castillo González (ur. 30 maja 2001 w Ciudad Victoria) – meksykański piłkarz występujący na pozycji ofensywnego pomocnika, od 2024 roku zawodnik meksykańskiej Puebli.